# Ilan Chet
Ilan Chet (Haifa, Israel, 12 d'abril de 1939) és un microbiòleg israelià, professor universitari i pioner del control biològic en l'agricultura.
Chet va estar a punt de completar el seu doctorat a la Facultat d'Agricultura de la Universitat Hebrea de Jerusalem a Rehobot quan fou cridat per l'exèrcit en esclatar la Guerra dels Sis Dies el 1967. Va sofrir ferides al cap i va perdre la vista en els combats, havent de dictar la seva tesi doctoral a la seva dona, mentre estava estirat en un llit d'hospital. Afortunadament, va recuperar la vista, però no va poder utilitzar físicament una de les seves principals eines de recerca, el microscopi electrònic. Canviant la seva direcció acadèmica, mantenint-se dins del camp de la biologia molecular, va realitzar els seus estudis postdoctorals a la Universitat de Wisconsin i després es traslladà al Departament de Microbiologia Aplicada de la Universitat Harvard. El 1975 Chet fou nomenat professor associat a la Facultat d'Agricultura de la Universitat Hebrea i el 1978 professor titular. Va ser nomenat fundador i director del Centre d'Otto Warburg de Biotecnologia en Agricultura, Reḥovot entre 1983 i 1986, i entre 1990 i 1992; degà de la Facultat d'Agricultura de la Universitat Hebrea entre 1986 i 1989; i vicepresident de recerca i desenvolupament a la Universitat Hebrea de Jerusalem entre el 1992 i el 2001. Chet també va treballar com a científic superior a DuPont, Delaware, als EUA, i com a membre dels comitès d'assessorament científic tant de la Unió Europea com de l'OTAN. Va ser membre del Panell de Nacions Unides per a la microbiologia aplicada i la biotecnologia durant deu anys i va ser membre de l'Acadèmia Israeliana de Ciències i Humanitats des de 1998. Entre el 2001 i el 2006 fou president de l'Institut Weizmann de Ciències. També és membre de la European Academy of Sciences. I va ser nomenat secretari general adjunt d'Educació Superior i Recerca de la Secretaria de la Unió per la Mediterrània entre el 2010 i el 2016. Ha estar professor visitant convidar de diferents universitats: Harvard, Colorado State, Cornell i Rurgers, als Estats Units; Goettingen a Alemanya i Lund a Suècia; científic senior de DuPont a Delaware, Estats Units, i també professor visitant a Ciutat del Cap a Sud-àfrica.
La seva recerca s'ha centrat en l'ús de microorganismes respectuosos amb el medi ambient per a la millora de la resistència vegetal, reduint la necessitat de pesticides. Ha publicat més de 340 articles en revistes científiques internacionals, ha editat quatre llibres al seu camp i té 33 patents. S'han comercialitzat dos productes basats en la seva investigació, que milloren la resistència vegetal.

## Reconeixements[2][3]
- Doctor honoris causa per la Universitat de Lund de Suècia (1991)
- Medalla Max Planck per a la recerca distingida (1994)
- Premi Rothschild en agricultura (1990)
- Premi Arima japonès de microbiologia aplicada (1996)
- Premi Israel (1996)
- Premi Wolf (1998)
- Premi EMET (2003)
- Doctor honoris causa per la Universitat de Haifa (2006)[1]
- Doctor honoris causa Universitat de Nàpols Frederic II (2008).[1]